# 仕事 (熱力学)
熱力学における仕事（しごと、英語: work）は、対象とする系と外部との間でやりとりされる力学的なエネルギーである。系と外部との間でやりとりされるエネルギーには、他に熱がある。

## 概要
系内外で伝達される仕事と熱は、系の変化経路に依存して値が異なるので、仕事も熱も保存量（熱力学的状態量）ではない。
ただし、熱 Q と仕事 W の差
{\displaystyle \Delta U=Q-W}
は経路に依存せず、内部エネルギーの増加量となる（熱力学第一法則）。
熱力学の対象である系のうち一定量の物質を閉じ込めて対象とした閉じた系は、体積増加により系外へ絶対仕事 W を行う。一方、物質の出入りを伴う開いた系では、
系に物質を出し入れする仕事 Δ(pV) が別途必要となり、系は外部に対して W* = W - Δ(pV) の工業仕事を行う。
力学的平衡が保たれた可逆変化の場合は、これらは次式で表される。
{\displaystyle {\begin{aligned}W&=\int _{V_{1}}^{V_{2}}pdV,\qquad \qquad &(1)\\W^{*}&=-\int _{P_{1}}^{P_{2}}Vdp.\qquad \qquad &(2)\end{aligned}}}
一巡する状態変化（熱力学サイクル）では、絶対仕事と工業仕事は互いに等しくなる。
系によっては、体積変化以外に電流やその他の形で仕事が取り出される場合もある。このような場合には、体積変化に伴う仕事を膨張仕事、それ以外の仕事を非膨張仕事と呼んで区別して扱う。
なお、熱と仕事の符号に関して、従来より熱力学では、熱機関に合わせて（この記事のように）系に入る熱を正、系から出る仕事を正としてきたが、近年の物理化学分野では、仕事の符号を逆にし、系に加える仕事を正とする書籍も多く見うけられる。

## 閉じた系の仕事（絶対仕事）
図 1 のようなピストン・シリンダー内の一定量の気体が行う仕事を考える。

図 1  閉じた系の仕事
図 2  p-V 線図上の絶対仕事

シリンダーの断面積を S とすると、ピストンに作用する力は pS であり、気体が膨張してピストンが右方向へ微小距離 dx だけ移動したとき、気体がピストンに対して行う仕事は次式で表される：
{\displaystyle \mathrm {d} W=pS\times \mathrm {d} x=p\times \mathrm {d} V.}
dV はこの間の気体の体積増加量である。これを積分すると式(1)となる。図 2 の p-V 線図上に図示すると、状態変化を示す曲線12 の下方の面積 A12BA が絶対仕事を表す。
ただし、上の等式が成立するには、気体がピストンを押す力と外からピストンを支える力とがつりあっていることが必要であり、ピストンの動きが速いために隣接する気体の追従が遅れる場合などでは、この条件が満たされない。式(1)を非可逆変化の場合も含めて一般化すると次式が成り立つ：
{\displaystyle W\leq \int _{V_{1}}^{V_{2}}p\mathrm {d} V.}

## 開いた系の仕事（工業仕事）
実際の多くの機器では、一方から気体が入って他方から出ていく。このような開いた系では、系に気体を出し入れする仕事が付加されるため、前記の絶対仕事がそのまま有効な仕事として取り出されるわけではない。
図 3 のようにピストンとシリンダーに弁を追加し、弁を介して気体を吸入・排出する開いた系を考える。

図 3  開いた系の仕事
図 4  p-V 線図上の工業仕事

この系は単位時間に下記の動作を１回行うものとする。
1. ピストンが上死点（隙間なし）の位置で吸気弁を開いて、圧力 p1 の吸気を体積 V1 だけ吸入する。
2. 弁をすべて閉じて、熱 Q を加えつつピストンを動かし、体積を V1 から V2 まで膨張させる。このとき圧力は p1 から p2 に変化する。
3. ピストンを止めて排気弁を開き、圧力 p2 のまま、ピストンで上死点まで押してすべての気体を排気する。

上の 1 ～ 3 の各動作の間に力学的平衡が保たれているとすると、動作 1 の間は圧力 p1 でピストンを V1 だけ押すので、気体がピストンにする仕事 W1 は図 4 の p-V 線図の面積 OC1AO となる。動作 2 の間の仕事 W2 は面積 A12BAとなり、動作 3 の間の仕事 W3 は面積 B2DOB となる。ただし動作 3 の間、ピストンに作用する力の向きとピストンの移動方向が逆であるから、 W3 は負の値である。したがってこれらの仕事は次式で表される：
{\displaystyle {\begin{aligned}W_{1}&=p_{1}V_{1},\\W_{2}&=\int _{1}^{2}pdV,\\W_{3}&=-p_{2}V_{2}.\end{aligned}}}
単位時間に系が外部へ行う仕事 W* はこれらの代数和
{\displaystyle {\begin{aligned}W^{*}&=W_{1}+W_{2}+W_{3}=\int _{1}^{2}pdV+p_{1}V_{1}-p_{2}V_{2}=\int _{1}^{2}pdV-\int _{1}^{2}(pdV+Vdp)\\&=-\int _{1}^{2}Vdp\end{aligned}}}
であるから、式(2)が得られる。
開いた系が外部へ行う仕事が工業仕事である。可逆変化のときの工業仕事 W* は、図 4 の曲線 12 の左方の面積 C12DC で表される。
非可逆変化を含めると、次式が成り立つ：
{\displaystyle W^{*}\leq -\int _{p_{1}}^{p_{2}}Vdp.}（等号は可逆変化の場合）

## 絶対仕事と工業仕事の関係

図 5 絶対仕事と工業仕事

図 5 のように、左端 1 から質量流量 G の気体が流入し、単位時間に Q の加熱を受け、外部へ仕事率 W* の仕事を取り出し、右端 2 から気体が流出する装置を考える。図の破線のように系を選ぶと、気体の出入りがあるので開いた系となる。気体は入口 1 から出口 2 まで流れている間に状態変化するが、系各部の状態は時間的に変化しない定常状態とする。
入口 1 では、系は系外の気体から 圧力 p1 で押されて、単位時間に p1 G v1 = p1 V1 の仕事をされる。出口 2 では、系が外部に対して p2 V2 の仕事を行う。ここで v は比体積、V = G v は体積流量である。系全体に熱力学第一法則を適用すると
{\displaystyle Q=G(u_{2}-u_{1})+W^{*}+p_{2}V_{2}-p_{1}V_{1}\qquad \qquad (3)}
が成り立つ。ここで u は単位質量あたりの内部エネルギー（比内部エネルギー)である。
一方、図の水色で示すように、ある時刻に系に流入した単位質量の気体を取り出して考えると、これは閉じた系と考えることができるので、同時に次式も成立する：
{\displaystyle q=u_{2}-u_{1}+w.}
ただし q, u, w はそれぞれ単位質量あたりの加熱量、内部エネルギー、仕事である。w は単位質量の気体が周囲の気体を押して膨張する仕事であり、この仕事そのものを取り出すことはできない。この式を G 倍すると、
{\displaystyle Q=G(u_{2}-u_{1})+W.\qquad \qquad \qquad \qquad \qquad (4)}
式(3)、(4) を比較して、開いた系の工業仕事 W* と閉じた系の絶対仕事 W の間には次の関係があることがわかる：
{\displaystyle W^{*}+p_{2}V_{2}-p_{1}V_{1}=W.}
微小変化に対しては次式となる：
{\displaystyle dW^{*}+d(pV)=dW.}
この関係はエネルギー式だけから導いているので、非可逆変化を含めて常に成立する。